# Ganggrab von Noordlaren
Das Ganggrab von Noordlaren ist eine megalithische Grabanlage der jungsteinzeitlichen Westgruppe der Trichterbecherkultur (TBK) bei Noordlaren, einem Ortsteil von Groningen in der niederländischen Provinz Groningen. Es ist eines von nur fünf bekannten Großsteingräbern in der Provinz Groningen und das einzige, das noch an seinem ursprünglichen Standort erhalten ist. 1957 fand eine archäologische Grabung unter Leitung von Albert Egges van Giffen und Jan Albert Bakker statt. Das Grab trägt die Van-Giffen-Nummer G1.

## Lage
Das Grab befindet sich westsüdwestlich von Noordlaren am Weg langs het Hunebed, nur wenige hundert Meter nördlich der Grenze zur Provinz Drenthe. Es liegt dort auf einem Hügel in einem kleinen Wäldchen. In der näheren Umgebung gibt es mehrere weitere Großsteingräber: 1,2 km südöstlich befinden sich die beiden Großsteingräber bei Midlaren (D3 und D4). 2,3 km nordwestlich befanden sich die beiden zerstörten Großsteingräber bei Glimmen (G2 und G3).

## Forschungsgeschichte

### 17.–19. Jahrhundert

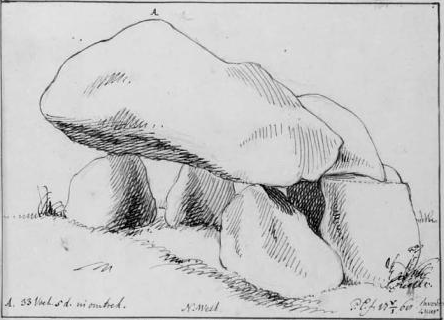
Zeichnung des Portalbereichs von 1768

Das Grab wurde erstmals 1694 von Michiel van Bolhuis erwähnt. Petrus Camper fertigte 1768 eine Zeichnung an. Leonhardt Johannes Friedrich Janssen, Kurator der Sammlung niederländischer Altertümer im Rijksmuseum van Oudheden in Leiden, besuchte 1847 einen Großteil der noch erhaltenen Großsteingräber der Niederlande, darunter auch das Grab von Noordlaren, und publizierte im folgenden Jahr das erste Überblickswerk mit Baubeschreibungen und schematischen Plänen der Gräber. Janssens Nachfolger Willem Pleyte unternahm 1874 zusammen mit dem Fotografen Jan Goedeljee eine Reise durch Drenthe und Groningen und ließ dort erstmals alle Großsteingräber systematisch fotografieren. Auf Grundlage dieser Fotos fertigte er Lithografien an. Conrad Leemans, Direktor des Rijksmuseums, unternahm 1877 unabhängig von Pleyte eine Reise nach Drenthe und Groningen. Jan Ernst Henric Hooft van Iddekinge, der zuvor schon mit Pleyte dort gewesen war, fertigte für Leemans Pläne der Großsteingräber an. Leemans’ Bericht blieb allerdings unpubliziert.

### 20. und 21. Jahrhundert
Zwischen 1904 und 1906 dokumentierte der Mediziner und Amateurarchäologe Willem Johannes de Wilde alle noch erhaltenen Großsteingräber der Niederlande durch genaue Pläne, Fotografien und ausführliche Baubeschreibungen. Seine Aufzeichnungen zum Grab von Noordlaren sind allerdings verloren gegangen. 1918 dokumentierte Albert Egges van Giffen die Anlage für seinen Atlas der niederländischen Großsteingräber. 1957 wurde das Grab unter Leitung von van Giffen und Jan Albert Bakker vollständig ausgegraben. Seit 1992 ist die Anlage ein Nationaldenkmal (Rijksmonument). 2017 wurde die Anlage zusammen mit den anderen noch erhaltenen Großsteingräbern der Niederlande in einem Projekt der Provinz Drente und der Reichsuniversität Groningen von der Stiftung Gratama mittels Photogrammetrie in einem 3D-Atlas erfasst.

## Beschreibung

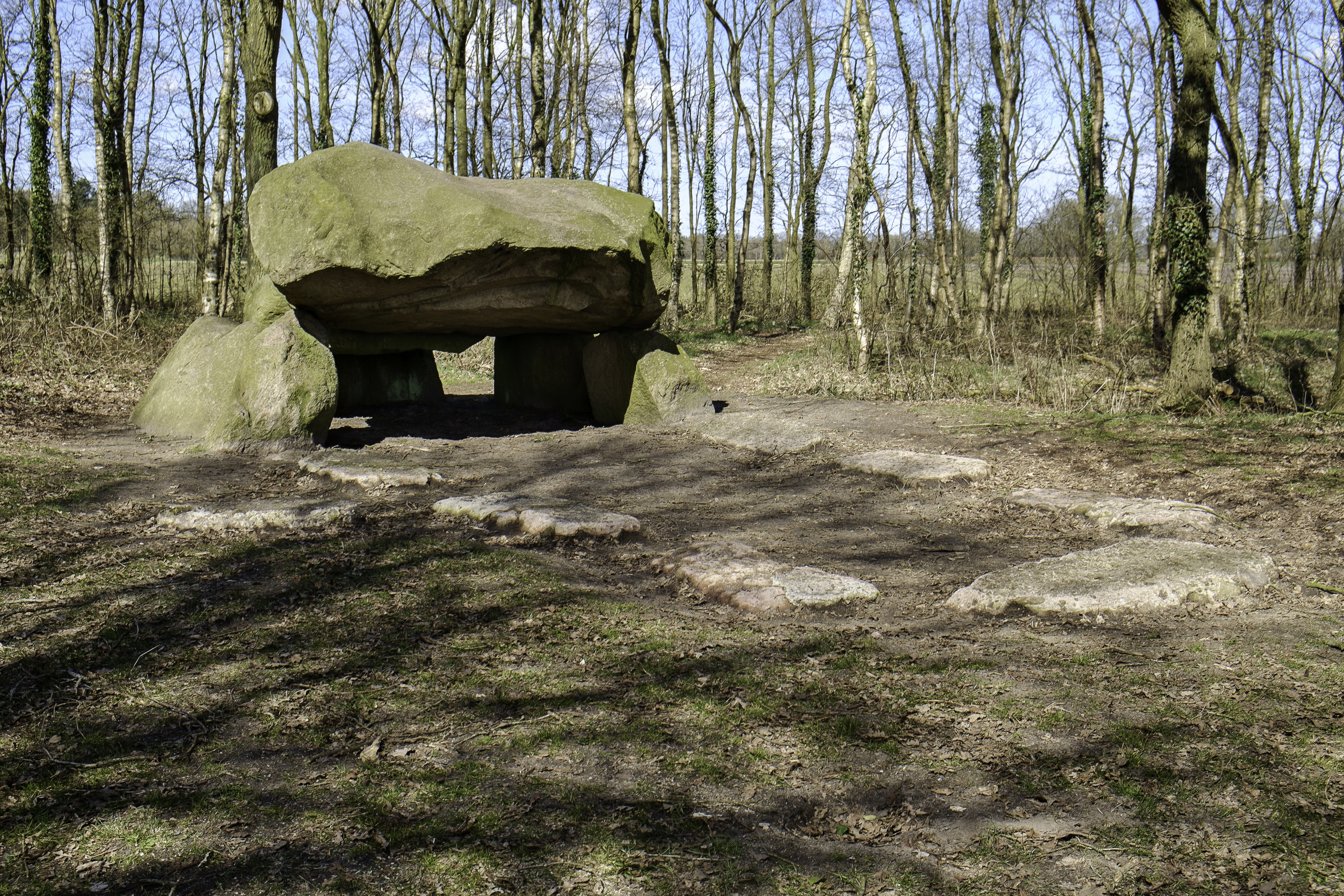
Das Großsteingrab G1 bei Noordlaren

Bei der Anlage handelt es sich um ein ostsüdost-westnordwestlich orientiertes Ganggrab. Eine steinerne Umfassung konnte nicht festgestellt werden. Die Grabkammer hat eine Länge von 7,6 m. Sie besaß ursprünglich fünf Wandsteinpaare an den Langseiten, je einen Abschlussstein an den Schmalseiten und fünf Decksteine. Hiervon sind nur noch der westliche Abschlussstein, die beiden angrenzenden Wandsteinpaare und die beiden darauf ruhenden Decksteine erhalten. Der größere der beiden verbliebenen Decksteine hat ein Gewicht von etwa 17.000 kg. Der Kammerboden war mit Steinplatten gepflastert. In der östlichen Kammerhälfte konnten van Giffen und Bakker zwischen den Standlöchern der Wandsteine auch sechs Pfostenlöcher feststellen. Vermutlich handelte es sich um eine Pfostenkonstruktion, die mit der Konstruktion des Grabes in Zusammenhang stand. Zwischen dem von Westen aus gesehen dritten und vierten Wandstein der südlichen Langseite befand sich der Zugang zur Kammer. Diesem war ursprünglich ein Gang aus zwei Wandsteinen und vermutlich einem Deckstein vorgelagert. Die Standlöcher der fehlenden Wandsteine der Kammer und des Ganges sind mit Beton ausgegossen.

## Funde
Bei der Grabung von 1957 wurde zerscherbte Keramik der Trichterbecherkultur gefunden, die sich zu 150 Gefäßen rekonstruieren ließen. Die Keramik datiert in die Stufen 2–4 und 6–7 des von Anna Brindley aufgestellten typologischen Systems der Trichterbecher-Westgruppe. Dies entspricht dem Zeitraum 3470–3190 und 3075–2760 v. Chr.